# 赤沢亜沙子
赤沢 亜沙子（あかざわ あさこ、1940年5月13日 - ）は、日本の女優、声優。東京都出身。劇団俳優座に所属していた。
父親は俳優の松本克平。

## 出演

### テレビドラマ
- わが海は碧なりき（1958年、NHK）
- 青春の奇跡（1958年、NHK）- 	森邦子
- 風雲三剣士（1959年、CX）
- 昔話もととり山（1959年、NET）
- 子を取ろ、子取ろ（1959年、KR）
- ここに人あり「冷たい風の吹く場所」（1959年、NHK）
- 三人の刑事 第24回（1960年、CX）
- おかあさん2 第29回「遊園地」（1960年、NHK）
- 馬六先生人生日記 あんぱんとクリスマス（1960年、NHK）
- 丘の上の別荘（1961年、NHK）
- 渦紋（1961年、ABC）
- 隣りの老女（1961年、TBS）
- 破れ太鼓（1962年、NET）
- 夫婦百景 第205回「百十番亭主」（1962年、NTV）
- ワン・タッチ・ラブ（1962年、NTV）
- 純愛シリーズ 第49回「川の呼び声」（1962年、TBS）
- ダイヤル110番 第250回「びりっかす」（1962年、NTV）
- 暗殺者（1962年、NET）
- 金庫（1962年、NHK）
- おこまさん（1962年、NHK）
- 女の日記（1962年、CX）
- 死のブルース（1962年、NET）
- 帰らぬひと（1963年、ABC）
- 若草の歌（1963年、CX）
- ただいま零匹（1963年、RKB）
- 三匹の侍（CX）
  - 第1シリーズ第11話「左近見参」（1963年）
  - 第2シリーズ第14話「破邪天風」（1964年）
- 才女誕生（1963年、MBS）
- はまのうた 横浜（1964年、NHK）
- 風雪 第6回「郵便往来」（1964年） - 袋はりかよ
- 徳川家康（1964年、NET）- お市の方
- 希望（1964年、TBS）
- 愛のともしび（1965年、TBS）
- 部長刑事 第371回「七つの道具」（1965年、ABC）
- 祈祷（1965年、NHK）
- 城砦（1966年、TBS）
- 記念樹 第16話（1966年、TBS）
- 特ダネ記者 第14話「ダイヤモンド作戦」（1966年、NTV）
- 希望（1966年、NHK）
- あなたと会う日（1967年、NHK）
- 今年の恋 第2話（1967年、TBS）
- 渥美清の泣いてたまるか 第38回「あゝ純情くん」（1967年、TBS）
- ぜったい多数（1967年、NTV）
- 剣 第41回「神隠し」（1968年、NTV）
- ゆく春を（1968年、CX）
- 旅がらすくれないお仙 第5話（1968年、NET）
- 風来坊 第7話（1968年、CX）
- 頑張れ!かあちゃん（1969年、NET）
- 新婚さん旧婚さん（1969年、NTV）- 早苗
- 鬼平犯科帳 （1969年 - 1970年、NET）
  - 第9回「唖の十蔵」（1969年、12月2日）- おふじ
  - 第57回「お菊と幸助」（1970年、11月3日）- お菊
- 銭形平次 第187回「二つの証言」（1969年、CX）
- 浮世絵 女ねずみ小僧（1971年、CX）- ねの一番

### 映画
- 夜の配役（1959年）- 長沢佐喜子
- 荷車の歌（1959年）- 鈴枝
- 香華（1964年）
- 一万三千人の容疑者（1966年）- 春江

### 吹き替え

#### 映画
- 偉大なるアンバーソン家の人々（ルーシー〈アン・バクスター〉）
- お嬢さん、お手やわらかに!（エレーヌ〈ジャクリーヌ・ササール〉）
- 大統領のスキャンダル（ジル〈スカイ・オーブリー〉）
- ヒット・パレード（ハニー〈ヴァージニア・メイヨ〉）
- ファントマ シリーズ（エレーヌ〈ミレーヌ・ドモンジョ〉）※TBS版
  - ファントマ 危機脱出
  - ファントマ 電光石火
- ブーベの恋人（マーラ〈クラウディア・カルディナーレ〉）※フジテレビ版
- 世にも怪奇な物語（フレデリック〈ジェーン・フォンダ〉）
- 歴史は女で作られる（ローラ〈マルティーヌ・キャロル〉）

#### ドラマ
- 宇宙大作戦 シーズン1「宇宙の帝王」
- きまりきった日々（ジェニー〈ジュリー・ソマーズ〉）
- 刑事コロンボ「黒のエチュード」（〈ブライス・ダナー〉）※NHK版
- タイムトンネル 「恐怖の町」（ジョアン）
- ペリー・メイスン「ライフル犯の秘密」
- 弁護士ジャッド「灰色の少女」（エレン〈ブルック・バンディ〉）

### アニメ
- 太陽の王子 ホルスの大冒険（ピリア）